# Kristvalla socken
Kristvalla socken i Småland ingick i Norra Möre härad, ingår sedan 1971 i Nybro kommun och motsvarar från 2016 Kristvalla distrikt i Kalmar län.
Socknens areal är 119 kvadratkilometer, varav land 118. År 2000 fanns här 780 invånare. Tätorten Kristvallabrunn och kyrkbyn Duvetorp med sockenkyrkan Kristvalla kyrka ligger i socknen. 

## Administrativ historik
Kristvalla kyrksocken bildades 14 oktober 1656 och blev egen jordebokssocken 1688. Till socknen överförde 1657 från Dörby socken byarna Getabo, Gunnabo, Långemo, Meltorp, Räggekulla, Rössbo, Siggemåla, Åbro och Ålaryd, samt från Förlösa socken byarna Bränntorp, Duvetorp, Figgetorp, Kolaretorp, Körningsven, Maltebo, Morebo, Ravelsbygd, Reparetorp, Sjöbo, Skårebo, Slättingebygd samt Stämneryd. 1795 överfördes även byn Ingelsryd från Kläckeberga socken. 
Vid kommunreformen 1862 övergick socknens ansvar för de kyrkliga frågorna till Kristvalla församling och för de borgerliga frågorna till Kristvalla landskommun. Denna senare inkorporerades 1952 i Madesjö landskommun och uppgick senare 1969 i Nybro stad som 1971 ombildades till Nybro kommun.
1 januari 2016 inrättades distriktet Kristvalla, med samma omfattning som församlingen hade 1999/2000.  
Socknen har tillhört samma fögderier och domsagor som Norra Möre härad. De indelta soldaterna tillhörde Staby skvadron i Växjö kompani i Smålands husarregemente samt var båtsmän i Smålands båtmanskompani

## Geografi
Kristvalla socken ligger nordväst om Kalmar där Ljungbyån delvis utgör gräns i söder. Marken består av småkupcrad skogsbygd med blockrik och svårbrukad moränmark.

## Fornminnen
Vid sidan av några lösfynd är fornlämningar inte kända.

## Namnet
Namnet (1656 Cristvalla) består av förledet Kristus alternativt Kristina efter drottning Kristina och efterledet en pluralform av vall. Namnet var tidigare Gunnabo.

### Fotnoter
1. 1 2 3  Svensk Uppslagsbok andra upplagan 1947–1955: Kristvalla socken
2. 1 2  Harlén, Hans; Harlén Eivy (2003). Sverige från A till Ö: geografisk-historisk uppslagsbok. Stockholm: Kommentus. Libris 9337075. ISBN 91-7345-139-8
3. ↑  Det medeltida Sverige 4:1 Möre
4. ↑  DMS 4:1 Möre
5. ↑  Administrativ historik för Kristvalla socken (Klicka på församlingsposten). Källa: Nationella arkivdatabasen, Riksarkivet.
6. 1 2 3  Nationalencyklopedin
7. ↑  Sjögren, Otto (1931). Sverige geografisk beskrivning del 2 Östergötlands, Jönköpings, Kronobergs, Kalmar och Gotlands län. Stockholm: Wahlström & Widstrand. Libris 9939
8. ↑  Fornlämningar, Statens historiska museum: Kristvalla socken
9. ↑  Fornminnesregistret, Riksantikvarieämbetet: Kristvalla socken Fornminnen i socknen erhålls på kartan genom att skriva in sockennamn (utan "socken") i "Ange geografiskt område"